# Coptops brunnea
Coptops brunnea är en skalbaggsart som beskrevs av Stefan von Breuning 1936. Coptops brunnea ingår i släktet Coptops och familjen långhorningar. Inga underarter finns listade i Catalogue of Life.